# Kościół św. Jana Chrzciciela w Węgorzy
Kościół św. Jana Chrzciciela w Węgorzy – katolicki kościół filialny zlokalizowany we wsi Węgorza w gminie Osina, w powiecie goleniowskim (województwo zachodniopomorskie). Należy do parafii św. Sylwestra w Strzelewie.

## Historia i architektura
Kościół został wzniesiony na przełomie XV i XVI wieku, murowany jest z kamieni narzutowych i cegły. Jest budowlą salową, sytuowaną na planie prostokąta. Ceglany szczyt ściany wschodniej, blendowany, został przebudowany w XVIII wieku. Okna i portal wejściowy w ścianie południowej zostały przemurowane. Kościół kryty jest dwuspadowym dachem.
W XVIII wieku od strony zachodniej do kościoła została dostawiona wolnostojąca, dwukondygnacyjna wieża w konstrukcji drewnianej, odeskowana. Nakrywa ją spiczasty, ośmioboczny hełm. Zewnętrzne ściany kościoła zostały w 1978 roku pokryte tynkiem barankiem. Wewnątrz zachowała się empora chórowa na ścianie zachodniej i XIX-wieczne ławki.
Po II wojnie światowej kościół został poświęcony jako świątynia katolicka w dniu 1 września 1946 roku przez ks. Bogdana Szczepanowskiego TChr.